# منطقة راتلام
راتلام رمزها «RL» (بالإنجليزية: Ratlam)‏ ، هو تقسيم إداري لدولة الهند تتبع ولاية مدية برديش (بالإنجليزية: Madhya  Pradesh)‏ ، مركزها هو مدينة راتلام (بالإنجليزية: Ratlam)‏ عدد سكانها حسب تعداد سنة 2001 هو 1,214,536 ، مساحتها 4,861 كم² وكثافة السكان 250 لكل كم² .